# Who the Fuck Are Arctic Monkeys?
Who the Fuck Are Arctic Monkeys? è un EP del gruppo rock inglese Arctic Monkeys.
È uscito nell'aprile del 2006 a seguito del pluripremiato Whatever People Say I Am, That's What I'm Not.
Who the Fuck Are Arctic Monkeys? contiene 5 brani, tra cui 4 inediti, mentre il lead single è The View from the Afternoon, già terzo singolo estratto dall'album precedente.

## Tracce
1. The View from the Afternoon
2. Cigarette Smoker Fiona
3. Despair in the Departure Lounge
4. No Buses
5. Who the Fuck Are Arctic Monkeys?

## Formazione
- Alex Turner - voce, chitarra elettrica
- Jamie Cook - chitarra elettrica, cori
- Andy Nicholson - basso
- Matt Helders - batteria